# Parque nacional de Sai Thong
El Parque nacional de Sai Thong (en tailandés, อุทยานแห่งชาติไทรทอง) es un área protegida del nordeste de Tailandia, en la Chaiyaphum. Se extiende por una superficie de 319 kilómetros cuadrados. Fue declarado parque nacional en 1992. Este parque montañoso presenta cascadas, perspectivas espectaculares y un campo de flores estacional, el campo de flores Bua Sawan, que cubre el borde occidental del pico Khao Phang Hoei y, de junio a agosto de cada año, es el hogar de florecientes tulipanes de Siam. Un campo parecido de tulipanes de Siam se encuentra también en el cercano parque nacional de Pa Hin Ngam.
Recibe su nombre de la cascada de Sai Thong, que está cerca de la sede del parque nacional; es amplia, de 80 metros de ancho y 5 m de alto.